# Ъглеста костенурка
Ъглестата костенурка (Astrochelys yniphora) е вид влечуго от семейство Сухоземни костенурки (Testudinidae). Видът е критично застрашен от изчезване.

## Разпространение
Разпространен е в Мадагаскар.

## Описание
Популацията на вида е намаляваща.